# SKF
Az AB SKF (svédül: Svenska Kullagerfabriken ; „Svéd Golyóscsapágygyár”) egy svéd csapágy- és tömítésgyártó vállalat, amelyet 1907-ben alapítottak Göteborgban, Svédországban. A vállalat csapágyakat, tömítéseket, kenőanyagokat és kenőrendszereket, karbantartási termékeket, mechatronikai termékeket, erőátviteli termékeket, állapotfigyelő rendszereket és kapcsolódó szolgáltatásokat gyárt és szállít világszerte.
Az SKF ma a világ legnagyobb és leginnovatívabb csapágygyártó vállalata, amely 108 gyártóegységében összesen több, mint 44 000 embert foglalkoztat. A globális alkatrész ipar legnagyobb ipari forgalmazói hálózatával rendelkezik: 17 000 forgalmazói hely összesen 130 országban. Az SKF közel egy évszázad alatt Svédország egyik legnagyobb vállalatává, és a világ legnagyobb állami vállalatainak egyikévé nőtte ki magát. 

## Története

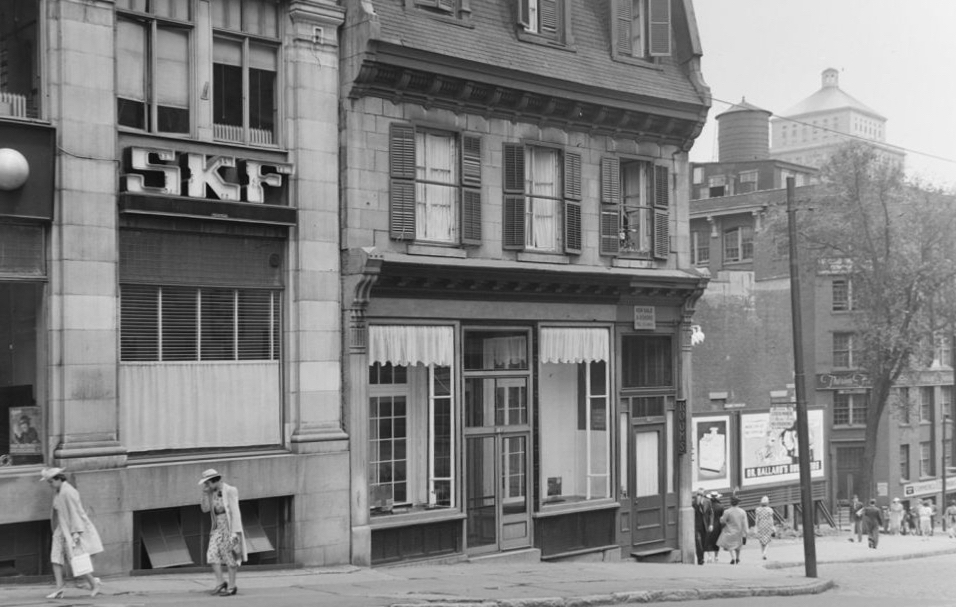
Az SKF iroda Montréalban, Quebecben, Kanadában, 1940-ben

#### A kezdetek
Az SKF vállalat megalakulása, és fejlődése nemcsak a svéd, de a globális gépipar fejlődésének jelentős történelmi állomását is képezi. Az AB SKF-et 1907-ben alapították Göteborgban Axel Carlander és Knut Johansson Mark társtulajdonosok és igazgatósági tagok irányítása mellett, miután a svéd Sven Wingquist mérnök feltalálta a golyóscsapágy prototípusát.
Sven Wingquist a Gamlestadens Fabriker AB üzemeltetési mérnöke volt, majd később az SKF vezérigazgatójává és műszaki igazgatójává nevezték ki. A nehézipar tekintetében történelmileg megállapítható tény, hogy a technológiai fejlődés és az innovatív műszaki modellek elterjedése mind mérnöki, mind ipari vezetői ismereteket igényel. Ebben az összefüggésben az SKF beindítása és növekedése Sven Wingquist mérnöki tapasztalatának és találmányainak, valamint Axel Carlander ipari vezetői tapasztalatának és stratégiáinak köszönhetően vált sikeressé.
Az SKF vállalat alapját Sven Wingquist 1906.évi szabadalma képezte, amely az önbeálló golyóscsapágyakat helyezte védelem alá, majd annak továbbfejlesztett változatát, a többsoros önszabályozó radiális golyóscsapágyat. 
Sven Wingquist 1894-ben végzett az Orebro Műszaki Iskolában, majd mérnökként kezdett dolgozni svéd textilgyárakban: 1896-tól 1899-ig a Jonsereds Fabrikerben, 1899-től pedig a Gamlestadens Fabriker AD-ben. Ez utóbbi vállalatnál javításáért és karbantartásáért felelős üzemeltetési mérnökként dolgozott, miközben kereste a lehetőségeket az akkoriban használt golyóscsapágyak hatékonyságának növelésére. Emiatt keltette fel érdekelődését Richard Stribeck professzor, a németországi Drezdai Technológiai Intézet tagjnának 1902-es összehasonlító tanulmánya a golyós- és siklócsapágyakról, amely mű későbbi találmányának alapját is képezte. Tapasztalatai alapján Sven Wingquist frissítette Philip Vaughan brit vasgyáros 1794-ben szabadalmaztatott golyóscsapágy-konstrukcióját, amellyel megalkotta a ma ismert golyóscsapágy első prototípusát. Ezt követően frissítette a James Nasmyth skót mérnök által 1840 körül feltalált első önbeálló gömb-siklócsapágyat.
Sven Wingqvist, a Gamlestadens Fabriker javításokért és karbantartásokért felelős harmincéves üzemmérnöke, elégedetlen volt az akkor használatban lévő golyóscsapágyak tartósságával és teljesítményével. 1907 tavaszán a Wingquist áttörést mutatott be: egy kétsoros önbeálló golyóscsapágyat a külső gyűrűben egy gömb alakú futópályával rögzített, amelyen mindkét golyósor osztozik. Ez lehetővé tette, hogy a belső gyűrű szabadon illeszkedjen a külső gyűrűhöz, anélkül, hogy negatív hatással lenne a csapágy működésére. Az új csapágy megoldotta a tengelyek eltolódásával járó problémát, és így megszűnt a gyakori gyártási leállás, üzemszünet.
1907. február 16-án a Wingqvist beadta a 25406. számú svéd szabadalmi bejelentést, amely egy többsoros önbeálló radiális golyóscsapágy struktúrájának védelem alá vételét kérte. A szabadalmat június 6-án adták át Svédországban és további 10 másik országban. 
Sven Wingquist munkássága nyomán 1917–1919-ben Arvid Palmgren, aki kutatómérnökként dolgozott az SKF-nél, feltalálta és szabadalmaztatta a kétsoros önbeálló görgőscsapágy első konstrukcióját, amelynek gyártása a mai napig tart. Arvid Palmgren 1916-ban szerzett építőmérnöki diplomát a stockholmi KTH Királyi Műszaki Intézetben, majd 1930-ban a műszaki doktori fokozatot a golyóscsapágyak teherbírásáról szóló értekezésével. Későbbi munkásságával nagyban hozzájárult a csapágyakról szerzett mai ismereteink alkalmazásához és összegzéséhez.
Az SKF elismerésre méltó növekedésének hátterében nemcsak a műszaki találmányok, hanem a megújult ipari és vállalatirányítási stratégiák alkalmazása egyaránt érvényesült. 
Axel Carlander, az SKF társalapítója a Gamlestadens Fabriker AB társtulajdonosaként és igazgatótanácsának tagjaként dolgozva olyan vállalatirányítási és üzleti előismereteket szerzett, amelyet sikeresen tudott alkalmazni az új csapágymodellek piacteremtése során. Ő volt az SKF igazgatóságának első elnöke, aki az első 30 év során sikeres stratégiákat alkalmazott a cégindítása és annak fejlesztése során, amely nagy mértékben határozta meg a vállalat jövőjét. 

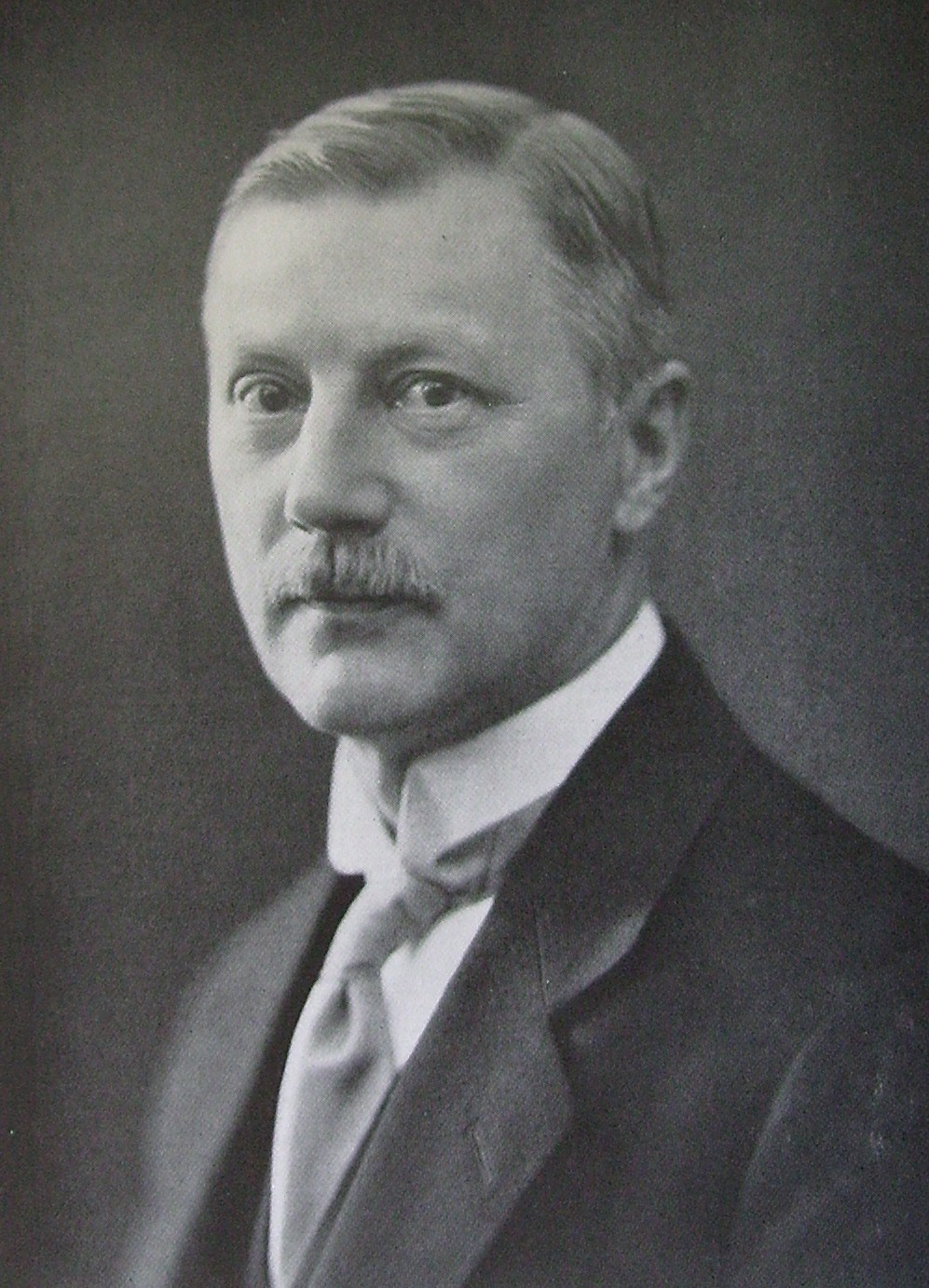
Axel Carlander iparos, az SKF társalapítója

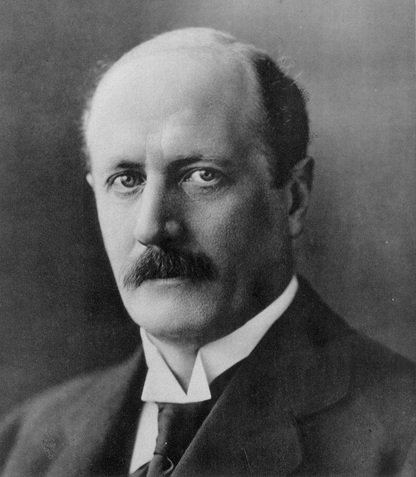
Sven Wingqvist mérnök, az SKF társalapítója

Az SKF fő vállalati stratégiája alapításától kezdve elsősorban a csapágy-gyártásra, a gyártási kapacitások növelését célzó ipari technológiák kialakítására, és mindezek karbantartására irányult. Egy kivétel volt ez alól a vállalat történelmében: az AB Volvo megalakítása, amely egy kezdőleges magánprojektből nőtte ki magát a svéd, illetve a globális autóipar jelentős részévé.
Az SKF Group napjainkban is globális vezető szerepet tölt be az egyre fejlettebb csapágy-termékek gyártásában és karbantartásában, amely Sven Wingquist első találmányaiból fejlődött ki.

#### A fejlődés útján
Az új golyóscsapágy kezdettől fogva rendkívül sikeres volt. Három évvel az SKF megalapítása után a vállalatnak már 325 állandó alkalmazottja, és egy leányvállalata volt az Egyesült Királyságban. A növekvő igényekre tekintettel később több országban is létrejöttek SKF gyárak a helyi igények kielégítése érdekében. 1912-re az SKF már 32 országban képviseltette magát, 1930-ra pedig több mint 21 000 alkalmazottat foglalkoztattak világszerte 12 gyártóüzemben. Közöttük a legnagyobb Philadelphiában, az Egyesült Államokban jött létre.
Globális fejlődésének részeként az SKF 1923-ban kezdte meg tevékenységét Indiában. Az első műveletek az autóipari csapágyak importálását és a jelentős piaci igények kiszolgálását jelentették, amelynek folyamatos bővülése szükségessé tette az SKF India Ltd.-t 1961-ben történő megalapítását. 1963-ban az SKF anyavállalat felállította első csapágygyárát Pune-ban, Maharashtra államban.
Nemzetközi üzleti tevékenységének kiterjesztése érdekében az SKF 1966-ban úgy döntött, hogy globális üzletmenetében az angol nyelvet alkalmazza. A vezető tisztviselők, bár többnyire még svédek, valamennyien angolul kommunikálnak a világ számos pontján lévő leányvállalatok, üzemek irányítóival, és minden fontosabb belső dokumentumban az angol nyelv használatára kerül sor. 
Az 1970-es években az SKF hatalmas termelés-racionalizálási programba kezdett Európában, amelynek célja az volt, hogy a gyárak éjszakai műszakjait gyakorlatilag humánerőforrás nélkül tudják megvalósítani. A termelékenység növelése és a termékminőség megőrzése érdekében a csapágygyűrűk folyamatos, automatikus áramlásszerű továbbítására volt szükség, ezért az SKF kifejlesztette a multiflex műanyag láncos szállítószalag rendszert, melyet aztán más gyártó vállalatok igényének kielégítése érdekében piacra is dobtak. Ez volt a FlexLink, mely koncepciót az SKF 1997-ben külön vállalatként értékesítette.

## A mai üzlet

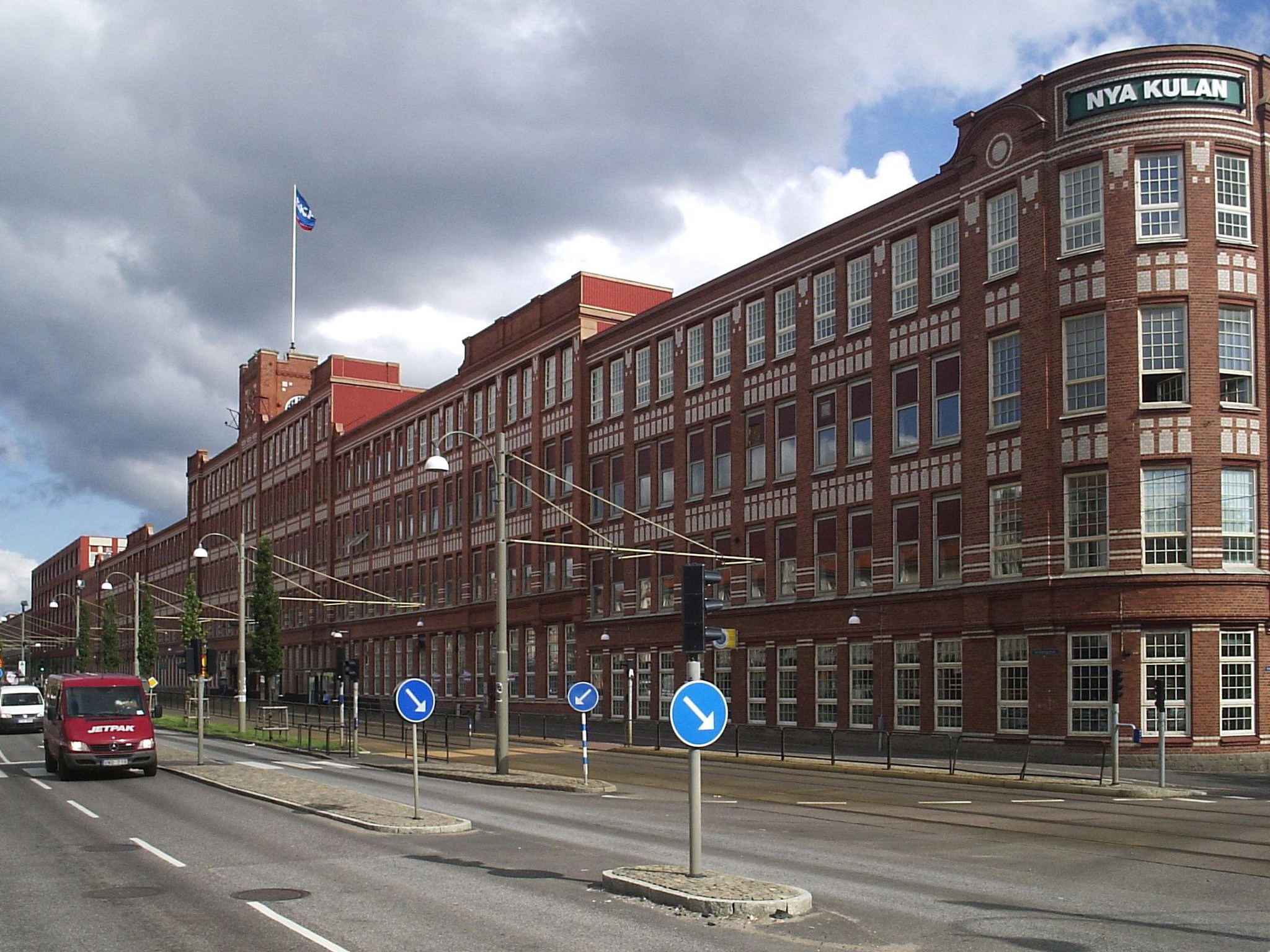
Régi SKF épületek Göteborgban

A mai vállalati tevékenység fő irányvonalai:
- Csapágyak és csapágyegységek
- Mechatronika
- Kenőrendszerek
- Ipari szolgáltatások
- Tömítések és gyűrűk

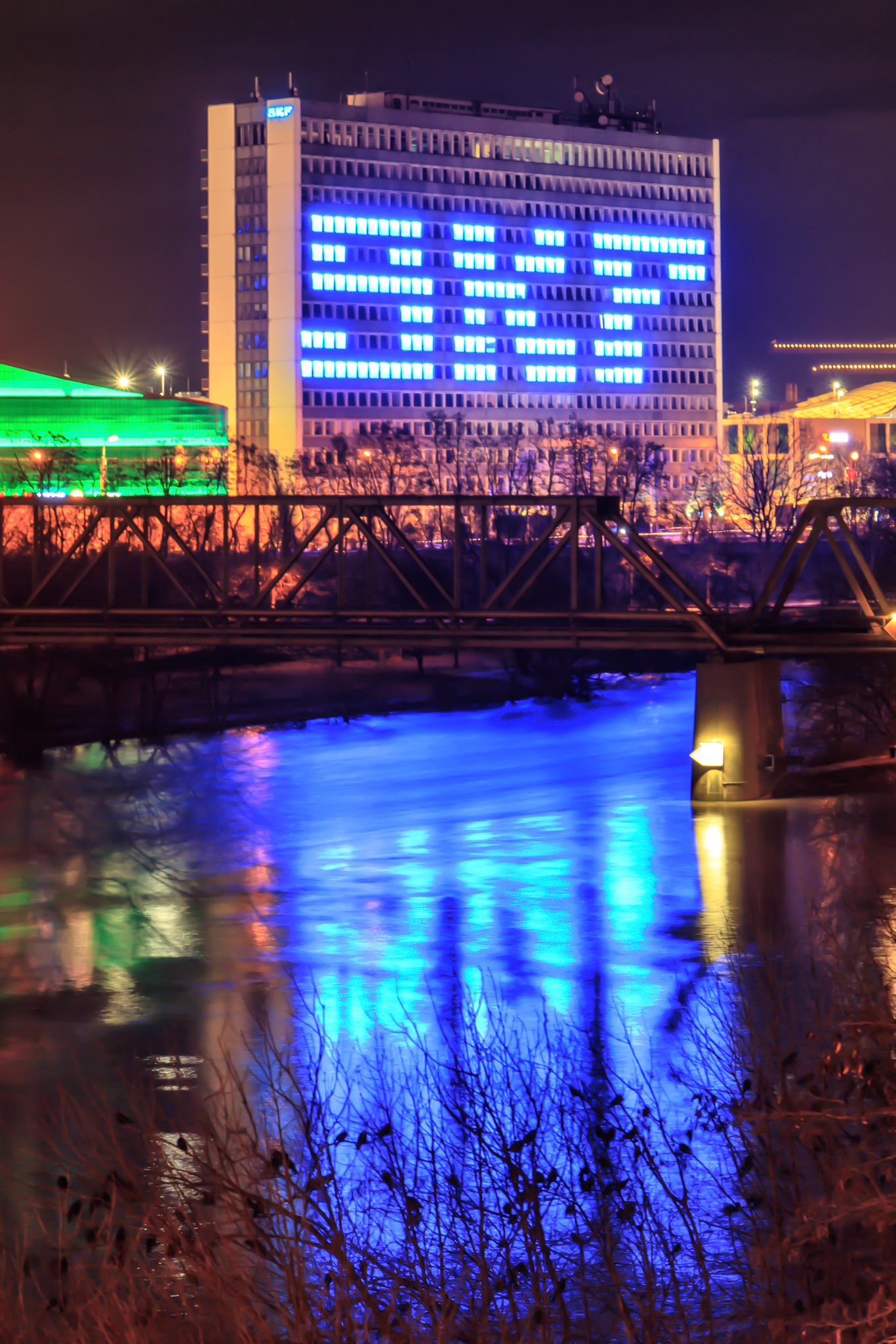
Az SKF épülete Schweinfurtban, Németországban (2012)

SKF önbeálló golyóscsapágy

Az SKF csoport jelenleg körülbelül 150 vállalatból áll szinte minden földrészen, köztük az egyik legnagyobb az amerikai Chicago Rawhide tömítésgyártó cég. Az SKF cég központja alapítása óta Göteborgban található, emellett külön amerikai, európai és ázsiai központok is működnek. 
A közelmúltban felvásárolta az Economost, amely egy ausztriai székhelyű tömítésgyártó cég, a Jaeger Industrial és az ABBA a lineáris hajtóművek tajvani gyártója. Az SKF ügyfelei közé tartozik a General Electric, a Rolls-Royce plc és a Pratt & Camp Whitney. A Forma-1 -es versenyeken a Ferrari versenyjárművekhez szállít csapágyakat, és az F1 egyik kiemelt szponzora.
Az SKF 2012 óta a Team Penske csapat szponzora lett a NASCAR Cup sorozatban, majd 2. Ford Fusion és a 22. Ford Mustang szponzora az Xfinity sorozatban. 2015 óta a Ducati Corse szponzora a MotoGP -ben. 
2011-re az SKF ipari piac, regionális értékesítés és szolgáltatás az SKF teljes értékesítésének mintegy 40%-át tette ki a globális partnerhálózata segítségével.

## Üzleti kiválóság

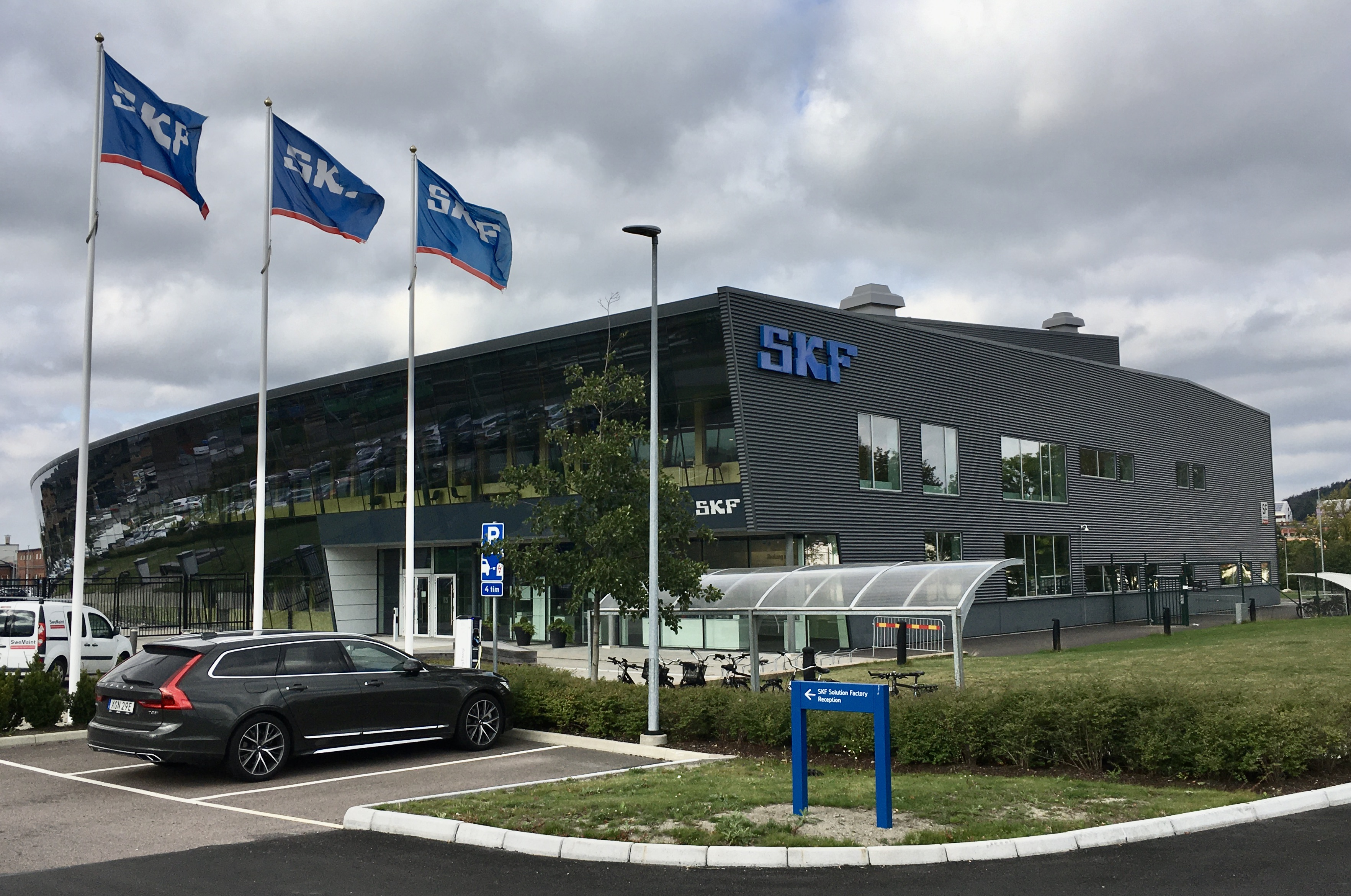
Az SKF göteborgi főirodája 2020 augusztusa óta működik

Az SKF saját üzleti kiválósági programot futtat az üzleti folyamatok fejlesztése érdekében a vállalat minden részében. A program olyan korábbi kezdeményezéseken alapul, mint a TQM, és integrálja a lean menedzsmentbe a Six Sigma statisztikai módszereit és a kapcsolódó projektmenedzsmentet. Ennek az SKF-programnak számos eleme az üzleti kiválóság tényleges EFQM modelljének integrált megközelítésére emlékeztet. A Csoport rendelkezik az ISO 14001 (környezetirányítási rendszer), az ISO 50001 (energiagazdálkodás) és az OHSAS 18001 (egészségügyi és biztonsági) szabványok szerinti globális tanúsítvánnyal. Működése ISO 9001 és a vonatkozó ügyfélipari szabványok szerint is tanúsított, pl ISO/TS 16949 (autóipar), AS9100 (repülés) vagy IRIS (vasúti) minőségirányítási rendszerekhez.

## Fordítás
- Ez a szócikk részben vagy egészben  a   SKF című angol Wikipédia-szócikk ezen változatának fordításán alapul.  Az eredeti cikk szerkesztőit annak laptörténete sorolja fel. Ez a jelzés csupán a megfogalmazás eredetét és a szerzői jogokat jelzi, nem szolgál a cikkben szereplő információk forrásmegjelöléseként.